# Canterano
Canterano es una localidad italiana de la provincia de Roma, región de Lacio, con 355 habitantes.

## Evolución demográfica
| Gráfica de evolución demográfica de Canterano entre 1861 y 2001 |
|                                                                 |
| Fuente ISTAT - elaboración gráfica de Wikipedia                 |